# Aptilotus longinervis
Aptilotus longinervis är en tvåvingeart som beskrevs av Hayashi 1989. Aptilotus longinervis ingår i släktet Aptilotus och familjen hoppflugor. Inga underarter finns listade i Catalogue of Life.